# Libinia
Libinia is een geslacht van kreeftachtigen uit de klasse van de Malacostraca (hogere kreeftachtigen).

## Soorten
- Libinia cavirostris Chace, 1942
- Libinia dubia H. Milne Edwards, 1834
- Libinia emarginata Leach, 1815
- Libinia erinacea (A. Milne-Edwards, 1879)
- Libinia ferreirae Brito Capello, 1871
- Libinia mexicana Rathbun, 1892
- Libinia peruana Garth & Méndez, 1983
- Libinia rhomboidea Streets, 1870
- Libinia setosa Lockington, 1877
- Libinia spinosa Guérin, 1832